# Hemeroblemma lusciniaepennis
Hemeroblemma lusciniaepennis là một loài bướm đêm trong họ Erebidae.